# Beyerite
La beyerite è un minerale.